# نیکلاس دیوز
نیکلاس دیوز (انگلیسی: Nicolas Dieuze؛ زادهٔ ۷ فوریهٔ ۱۹۷۹) بازیکن فوتبال اهل فرانسه است.
از باشگاه‌هایی که در آن بازی کرده‌است می‌توان به باشگاه فوتبال باستیا، باشگاه فوتبال لو آور، و باشگاه فوتبال تولوز اشاره کرد.